# Изоплит (Екатеринбург)
Изопли́т — жилой район (микрорайон) в Кировском административном районе Екатеринбурга. С запада «Изоплит» граничит с озером Шарташ, на северо-западе — с жилым районом «Шарташский», с юга — c Шарташским лесопарком, с северо-востока — с лесным сосновым массивом Берёзовского лесхоза. В состав жилого района целиком входит бывший посёлок «Изоплит».

## История и архитектура
Посёлок Изоплит возник в 1934 году. Его возникновение было связано со строительством здесь фабрики изоляционных торфяных плит. После выработки торфа на Жулановском болоте фабрику закрыли, а на её территории создали тепличное хозяйство. Застройка посёлка шла в 1950-е-1970-е годы. Из зданий преобладают 1- и 2-этажные, в том числе 46 из них — каменные. Жилой фонд составляет 24 000 м². Население на 2000 год — 1200 человек. Общая протяжённость улично-дорожной сети жилого района на 2000 год составляла 7,08 км. Водоснабжение — из озера Шарташ.
Предприятия и учреждения (существовавшие на 2000 год): детский санаторий, база отдыха городского управления образования (с 2000 реабилитационный центр НОБФ "Город без наркотиков"), АО «Цветы У.», карьер БЗСК, щебеночный завод, производственная база «Свердловскметростроя», клуб, поликлиника, баня, аптека, магазин, школа № 33, дошкольные учреждения. Позднее клуб и аптека были закрыты. В 2013 году школа № 33 была закрыта.
На 2012 год в микрорайоне идёт активное коттеджное строительство, утвержденное и начатое в сентябре 1999 года.
С декабря 2006 года в микрорайоне в границах улиц  Фабричная, Изоплитная, Барьерная, Защитная установлено территориальное общественное самоуправление.

## Транспорт
- Станций метро поблизости нет. С городом район связывает автобусный маршрут № 90[источник не указан 1396 дней].

## Электронные ресурсы
- Петкевич Т. А. Изоплит // Энциклопедия Екатеринбурга [Электрон. ресурс] : электронная энциклопедия. — Электрон. дан. и прогр. — Екатеринбург. : ИИиА УрО РАН, год не указан. — 1 электрон. опт. диск (CD-ROM).